# Markus von Knöringen
Markus von Knöringen († 6. Dezember 1540 in Radolfzell) war letzter Abt des Klosters Reichenau.    

## Leben
Markus von Knöringen stammte aus dem schwäbischen Adelsgeschlecht Knöringen. Am 17. Dezember 1530 empfing er die Priesterweihe und war Konventuale von 1504 bis 1508 und 1512 bis 1519/21 im Kloster Reichenau. 
Er war von 1508 bis 1512, vermutlich auch 1513 bis 1515 sowie 1519 bis 1521 und von 1521 bis 1540 Abt des Klosters Reichenau. Seine Grablege findet man im Radolfzeller Münster.
Abt Markus von Knöringen übergab das Kloster als Priorat an den Bischof von Konstanz. Bischof Johannes von Weeze und seine Nachfolger führten daher ab 1540 auch den Titel des Abts von Reichenau, siehe Liste der Bischöfe von Konstanz. Das Kloster bestand als Priorat bis zu seiner Auflösung 1757.
Die Stiftung Welterbe Klosterinsel Reichenau erwarb 2012 die Wappenscheibe des Markus von Knöringen aus Privatbesitz. Die 40 mal 32 Zentimeter große Scheibe besteht aus bemaltem Glas und zeigt neben dem Wappenschild die Jungfrau Maria mit dem Jesuskind und einen Löwen, das Symbol des Evangelisten Markus, beide auch Patrone des Münsters St. Maria und Markus in Mittelzell auf der Insel Reichenau. Die Arbeit aus dem Jahre 1531 wird dem Konstanzer Glasmaler Ludwig Stillhart zugeschrieben.